# NGC 65
NGC 65 è una vasta galassia lenticolare situata nella costellazione della Balena.
NGC 65 è stata scoperta nel 1886 dall'astronomo americano Frank Müller.